# Мохаммед Таги Сепехр
Мохаммед Таги Сепехр Кашани, перс. محمدتقی بن (ملا) محمدعلی کاشانی‎ (ок. 1801 г. — 29 марта 1880), известный как Лисан-оль-мольк (араб. لسان الملک‎ «Язык государства») — персидский ученый, историк, писатель и поэт эпохи Каджаров.

## Биография
Мохаммед Таги бин мулла Мохаммед Али Кашани родился в 1801 году хиджры в городе Кашане. В молодости изучал классические старинные науки, словесность и поэзию. В подростковом возрасте переехал из Кашана в Тегеран, и поступил на службу к Фетх Али хану Саба, главному придворному поэту Фетх Али-шах Каджара. Вместе они взялись за совместную работу по написанию книги рифм, но из-за смерти Фетх Али Сабы книга не смогла быть закончена и Мохаммед Таги был вынужден вернулся в Кашан. Однако, и в Кашане писатель занял хорошую должность: Махмуд-мирза, сын Фетх Али-шаха Каджара, хакемран Кашана, взял молодого поэта ко своему двору и даровал ему почетное прозвище «Сепехр», что значит «небесный».
Через некоторое время Мохаммед Таги был переведён в Тегеран по приказу Фетх Али-шаха и стал членом дивана судей. В 1830 году вместе с Фетх Али-шахом уехал в Фарс. После смерти падишаха в очередной раз вернулся в Кашан, но вскоре снова переехал в столицу: воцарившийся Мохаммед-шах пригласил Кашани на должность своего управляющего и тот с радостью согласился. Эту должность Мохаммед Таги занимал вплоть до самой кончины Мохаммед-шаха в 1848 году. 
Во время правления Мохаммед-шаха, Сепехр взялся за написание книги «Насх ат-Таварих» — «Короткое историописание». Этот труд освящал мировую историю от Адама до 1273 года лунной хиджры.
После вступления на престол Насер ад-Дин Шаха, Сепехр получил в управление шахрестан Кашан и был там до 1851, пока шах не вернулся из своего путешествия в Ирак и Исфахан. С прибытием правителя он сразу последовал к его двору в Тегеран. Кашани были поручены обязанности чтения и правки того, что шах писал самолично, также его работой было редактирование царских указов. В 1856 году он получил почетный титул «Лисан уль-мольк», то есть «Язык государства», позже вошел в состав законосовещательного органа маслахат-хане. В 1874 году по хиджре, когда Этезад ас-Салтане встал во главе общегосударственного представительного органа «Тарбийят Маджалис Танзимат Хасанедар велойат мамалек махрусе», Сепехр стал первым казначеем и был удостоен титула хана. Умер в месяц раби уль-ахир 1297 года хиджры, то есть в марте 1880 года. Смерть настигла поэта в Тегеране. Тело было перенесено и захоронено в городе Наджаф.
Стоит отметить, что известные иранские поэты XX века Сохраб Сепехри и Маасор Кашани приходились родственниками Мохаммеду Таги Сепехру.
Мохаммед Таги Сепехр, кроме истории и литературы, занимался другими науками, включая математику и философию, значительно преуспев в них. Он являлся автором таких сочинений, как «Айнейе Джахан-наме» (Зеркало совершенного мира), «Секреты огней» (Асрар аль-анвар) о добродетелях шиитских имамов, «Открытия персов в словесных науках» (Барахин аль-аджам фи каванин аль-муаджам), «Войны в истории» (Джанг фи ат-таварих) и, конечно же, он оставил «Диван» своих стихов.